# Nudaurelia kohlli
Nudaurelia kohlli is een vlinder uit de familie nachtpauwogen (Saturniidae). De wetenschappelijke naam van de soort is voor het eerst geldig gepubliceerd in 2009 door Philippe Darge.

## Type
- holotype: "male, 29.X.2005. leg. Ph. Darge. genitalia slide Darge SAT 776"
- instituut: Collectie Philippe Darge, Clénay, Frankrijk
- typelocatie: "Tanzania, Tanga Region, West Usambara, Magambe Forest, 1870 m"